# Google Checkout
Google Checkout est un service de paiement sur Internet qui permet à l'utilisateur d’envoyer et de recevoir ses paiements par Internet, sans avoir à communiquer ses coordonnées de carte bancaire lors de ses transactions. Ce service a été créé par Google, en janvier 2006, à la suite du lancement de Google Video Store, service d'achat de contenus vidéo en ligne.
L'utilisation de ce service nécessite l'ouverture d'un compte Google et la fourniture des coordonnées de carte bancaire.
Le 16 novembre 2011, Google a annoncé la transition des comptes Google Checkout vers la nouvelle plateforme Google Wallet.

## Coûts du service
Google Checkout est arrivé sur le marché des paiements en ligne bien après Paypal, propriété d'eBay. Pour le concurrencer, Google Checkout n'a pas prélevé de commission lors des transactions jusqu'en février 2008. 
Comme il est d'usage dans les services de paiements électroniques et sur internet, les commissions sont à la charge du créancier, c'est-à-dire celui qui reçoit le paiement, connu sous le nom d'accipiens en droit.   
Google prend une commission de 1,9 à 2,9 % en variable et 0,30 $ en fixe sur chaque transaction, plus 1 % par transaction pour les commandes transfrontalières (1,4-3,4 % + 0,20 £ au Royaume-Uni).
En France, Google prend une commission de 3,40 % +0,35 € sur chaque transaction depuis le 5 février 2012.